# بينينسيولا شيكاغو
بينينسيولا شيكاغو هو فندق فاخر مؤلف من 20 طابق يقع في شمال جادة متشيغن عند تقاطع شارع سوبيريور الشرقي وشمال جادة متشيغن في شيكاغو، إلينوي. الفندق هو جزء من مجموعة فنادق بينينسيولا والتي مقرها في هونغ كونغ.
في أواخر عام 2009 تم شراء الفندق من قبل مجموعة فنادق هونغ كونغ وشنغهاي المحدودة التي كانت تملك في السابق 92.5٪ من الفندق قبل تستحوذ عليه.
في عام 2004 فاز الفندق بثلاث جوائز رئيسية هي:  جائزة مجلة السفر والمتعة  ك الفندق# 1 في أمريكا الشمالية، وجائزة زاغت ك الفندق # 1 في أمريكا الشمالية، ومجلة فوربس  التي منحته جائزة أفضل مشرب فندق في العالم. بينينسيولا شيكاغو هو واحد من ثلاثة فنادق 5 نجوم فقط في شيكاغو، الآخرين هما فندق فور سيزونز شيكاغو وريتز كارلتون شيكاغو في برج الماء.
اعتبارا من حزيران 2014 قدرت أسعار الغرف في فندق بينينسيولا بين 495 $ و 8500 $ لليلة الواحدة.

## روابط خارجية
- الموقع الرسمي

‌